# Татта (река)
Та́тта (якут. Таатта, Дьагадьыма; эвенк. Дāпту) — река в Якутии (Россия), левый приток Алдана, принадлежит к бассейну реки Лены. Длина — 414 км, площадь водосборного бассейна — 10,2 тыс. км².
Татта берёт начало у восточного подножия Приленского плато и течёт на север по широкой долине. В её бассейне расположено около 2300 озёр. Река в основном питается снегом и замерзает с октября до второй половины мая. С декабря по апрель перемерзает, в засушливые годы летом может пересыхать.
Исток реки и первые 10 км её течения находятся в Амгинском улусе Якутии. Затем она пересекает весь Чурапчинский улус, где Татта течёт в целом в северо-восточном направлении. Нижнее течение и устье реки находятся в Таттинском районе, где она меняет направление течения на северное.
Татта отличается малыми габаритами (даже в низовьях её ширина не превышает 20-25 м, лишь возле самого устья доходит до 50 м), чрезвычайной извилистостью и меандрированием.
Основные притоки: Северная Наммара (56 км) и Куталах (80 км) слева, Хонду (58 км) справа.
На реке Татте расположены многие населённые пункты, в том числе Ытык-Кюёль, Черкёх, Уолба, Булун, Дябыла, Харбала 1-я, Харбала 2-я и др.